# HMS Spiggen (1990)
Pour les autres navires du même nom, voir HMS Spiggen.
Le HMS Spiggen est un sous-marin de poche de la marine royale suédoise, utilisé principalement comme navire cible pour la lutte anti-sous-marine. Le premier sous-marin de poche de la flotte suédoise a été construit en 1954. Le Spiggen a été construit en 1990 pour la première flottille de sous-marins en tant que sous-marin cible dans les exercices de chasse aux sous-marins. Avec une longueur de 11 mètres et un déplacement de 12 tonnes en surface, il a de l'espace pour trois à quatre personnes.

## Fabrication
Le navire a été commandé à Amfibieteknik AB à Stockholm et il a été lancé en 1990.

## Service
Le Spiggen a cessé d'être utilisée dans les années 2000. Il a été stocké et radié de la flotte suédoise vers 2013. En 2014, il a été donné à la municipalité de Kalix et en octobre 2014, il était dans une salle de stockage municipale à Kalix en attendant d'être exposé plus tard.
Il a été décidé en 2015 que l'association du fort de Siknäs prendrait possession du sous-marin de poche, après quoi il a été déplacé vers le port de Töre pour devenir un navire musée. La raison de le placer juste à Töre était une chasse sous-marine contre un mini sous-marin de poche présumé qui s'est produite là-bas dans les années 1980.

## Polémique
Le désarmement et l'envoi du HMS Spiggen n'ont pas été appréciés par tout le monde, et un débat s'est élevé concernant la pertinence de réformer le matériel de défense en bon état de fonctionnement.
Même après le déménagement au port de Töre, une partie du public était bouleversée qu'il soit conservé dans un entrepôt de ferraille.

## Salle du musée
Après que le sous-marin ait été stocké pendant quelques années au port de Töre, l'Association du musée Siknäsfortet a construit une salle de musée dédiée qui a été inaugurée en 2019.